# Cría cuervos
Cría cuervos és una pel·lícula espanyola de 1975 escrita i dirigida per Carlos Saura. El títol al·ludeix al refrany "Cría cuervos y te sacarán los ojos." Ha estat doblada al català.

## Argument
Ana (Geraldine Chaplin) es dirigeix a la càmera i rememora la seva infantesa des de la mort del seu pare, ocorreguda vint anys abans. Ana se sent responsable, ja que creu que va morir en beure un got de llet en la qual ella va llançar una substància innòcua que la nena va considerar verí. Per això la nena conclou que té poders especials, com el d'invocar la presència de la seva mare morta fa temps.
La pel·lícula va obtenir el Premi del Jurat (Festival de Cannes) de 1976 exaequo amb La marquise d'O , d'Éric Rohmer i s'ha vist com un comentari a l'etapa final del franquisme, amb personatges autoritaris, dones que han de deixar de tocar el piano i tocs surrealistes, com les cuixes de pollastre a la nevera.

## Repartiment
- Geraldine Chaplin: la mare d'Ana / Ana adulta
- Mónica Randall: Paulina
- Florinda Chico: Rosa
- Ana Torrent: Ana
- Héctor Alterio: Anselmo
- Germán Cobos: Nicolás Garontes
- Mirta Miller: Amelia Garontes
- Josefina Díaz: Abuela (l'àvia)
- Conchita Pérez: Irene
- Maite Sánchez: Maite
- Juan Sánchez Almendros

## Premis i nominacions[calcitació]

### Premis
- Gran Premi (Festival de Canes) (1976)
- Premi de la Crítica Francesa (1976)
- London Film Festival (1976)
- Festival de Karlovy Vary (1976)
- Premi de la Crítica del Festival de Brussel·les (1977)

### Nominacions
- Globus d'Or a la millor pel·lícula estrangera (1976)
- César a la millor pel·lícula estrangera